# Bobby Whitehead
Robert Whitehead, detto Bobby (Ashington, 22 settembre 1936), è un ex calciatore inglese, di ruolo difensore.

## Caratteristiche tecniche
Era un terzino destro.

## Carriera
Dopo aver giocato a livello dilettantistico con il Fatfield Athletic nel dicembre del 1954, all'età di 18 anni, firma un contratto professionistico con il Newcastle Utd, club della prima divisione inglese; dopo due stagioni e mezzo trascorse con le riserve delle Magpies fa il suo effettivo esordio in prima squadra nella stagione 1957-1958, giocando una partita di campionato, il 28 settembre 1957 (vittoria per 2-0 sul campo del Burnley). Nella stagione 1958-1959 pur continuando ad essere essenzialmente una riserva viene impiegato con più continuità, giocando 7 partite di campionato; trova ancora maggior spazio nella stagione successiva, in cui gioca 12 partite, tutte concentrate nella prima metà della stagione (di fatto, gioca quasi sempre da titolare tra il marzo ed il dicembre del 1959, in cui racchiude 19 delle sue 20 partite in carriera nella prima divisione inglese).
Rimasto ai margini della rosa nella seconda parte della stagione 1959-1960, dal 1960 al 1962 gioca in prestito nella Southern Football League (all'epoca una delle principali leghe calcistiche inglesi al di fuori della Football League) con i semiprofessionisti del Cambridge City; torna poi a giocare da professionista nella stagione 1962-1963, in quarta divisione con il Darlington: trascorre due stagioni consecutive in questa categoria con i Quakers giocando in tutto 53 partite di campionato, per poi ritirarsi prematuramente a causa di un grave infortunio nel 1964 all'età di 28 anni.
In carriera ha giocato complessivamente 73 partite nei campionati della Football League.

## Palmarès

### Club

#### Competizioni regionali
- Cambridgeshire Professional Cup: 2

Cambridge City: 1960-1961, 1961-1962